# Rémy Adriaens
Rémy Adriaens est un acteur, réalisateur et auteur français.

## Biographie
Rémy Adriaens a débuté au cinéma en 2014 dans Bon Rétablissement ! réalisé par Jean Becker. Il confirme en 2019 en étant à l'affiche de la comédie sociale Damien veut changer le monde de Xavier de Choudens aux côtés de Melisa Sözen, Franck Gastambide, Camille Lellouche, Gringe, Youssef Hajdi, Patrick Chesnais et Liliane Rovère ; puis du film d'auteur indépendant Les Grands Squelettes de Philippe Ramos avec Melvil Poupaud, Anne Azoulay ou encore Denis Lavant.
Il apparaît pour la première fois à la télévision en 2011 dans le téléfilm La République des enfants réalisé par Jacques Fansten, puis enchaîne en 2012 dans les séries Cherif réalisé par Vincent Giovanni, et Dos au mur réalisé par Aurélien Poitrimoult. En 2014, il interprète le fils de François Berléand dans l'unitaire La Clé des champs de Bertrand Van Effenterre. Sur ce film, il joue également avec Florence Pernel, Jackie Berroyer, Nathalie Besançon et notamment Caroline Anglade, une rencontre qui va déterminer la suite de sa carrière. En 2015, il est repéré par Éric Toledano et Olivier Nakache dans leur court-métrage Le bon vivant. Il interprète l'année suivante l'un des douze apôtres de José (interprété par Franck Bellock), série télévisée réalisée par Jean-Michel Bensoussan, avec William Lebghil, Jérôme Niel ou encore Marc Riso. Dans le même temps, il joue une cinquantaine de dates au Théâtre du Grand Gymnase dans la pièce Big bang, sous la direction de Dominique Coubes et Nathalie Vierne. Entre 2017 et 2019, il multiplie les apparitions dans plusieurs courts-métrages (Vous êtes beaux de Arthur Choisnet & Ylane Duparc, Les Fans de Gaël Mectoob, et Sangdrillon de Juliette Armangau dont il tient le rôle principal) ; dans des séries télévisées (Le Morning réalisé par Nath Dumont ou bien Scènes de ménages pour Xavier de Choudens) ; ou encore dans le clip Muchas de Myd, réalisé par Alice Moitié. En 2021, il est au casting de l'unitaire Noir comme neige réalisé par Éric Valette, aux côtés de Laurent Gerra, Clémentine Poidatz ou encore Thierry Frémont ; des fictions interactives Marie Antoinette et The Last Night de Marine Colomies ; et fait également une apparition dans la série franco-américaine Serpent Queen réalisé par Ingrid Jungermann. Il incarnera prochainement l'un des rôles principaux dans le long-métrage intitulé Flush, écrit et réalisé par Grégory Morin.

## Filmographie

### Cinéma
- 2014 : Bon Rétablissement ! de Jean Becker : l'interne
- 2018 : Joueurs de Marie Monge : Nicolas (rôle coupé)
- 2019 : Damien veut changer le monde de Xavier de Choudens : Steve
- 2019 : Les Grands Squelettes de Philippe Ramos (chapitre 3 : Juste une dernière fois)

### Courts métrages
- 2011 : Reflet rouge de Charlotte Kim : Herbert
- 2013 : Le Pigeon de Charlotte Kim : Thomas
- 2015 : Le Bon Vivant d'Éric Toledano & Olivier Nakache : Rémy
- 2016 : Vous êtes beaux de Arthur Choisnet & Ylane Duparc
- 2017 : Les Fans de Gaël Mectoob : le fan
- 2017 : Sangdrillon de Juliette Armangau : Pete
- 2019 : Shlagday afternoon de Briac Ragot : Boris

### Télévision
- 2010 : La République des enfants de Jacques Fansten : le Grand
- 2012 : Les Revenants de Fabrice Gobert : Max
- 2012 : Dos au mur de Aurélien Poitrimoult : Clément
- 2012 : Cherif de Vincent Giovanni : le roux
- 2014 : La Clé des champs de Bertrand Van Effenterre : Théo
- 2016 : José de Jean-Michel Bensoussan : Caddy
- 2017 : Série Maniaques (L'Outsider) de Louis Farge : Corentin
- 2017 : Le Morning de Nath Dumont : le fan
- 2018 : Scènes de ménages de Xavier de Choudens : le stagiaire en pharmacie
- 2021 : Marie Antoinette de Marine Colomies : le valet de Marie Antoinette
- 2021 : The Last Night de Marine Colomies : Léo Niel

### Clips vidéos
- 2018 : Muchas (Myd) de Alice Moitié : le Myd nu

### Théâtre
- 2016 : Big Bang de Dominique Coubes & Nathalie Vierne

### En tant que réalisateur
- 2012 : Le Combat, entre ombre et lumière (documentaire)
- 2012-2014 : Black Out (websérie)
- 2018 : Cassandre (court métrage préventif), Prix national Non au harcèlement 2018, Coup de cœur des professionnels de la communication
- 2020 : Cœur Pêche Aubergine (court métrage éducatif), Prix Jury Jeunesse & Prix de la Citoyenneté au Festi'Prev de la Rochelle 2020

### En tant qu'auteur
- 2017 : Le Radeau nuit d'Orphée (nouvelle publiée dans le recueil Éclats de vie du Collectif du Capricorne)